# Iris xanthospuria
Iris xanthospuria är en irisväxtart som beskrevs av Brian Frederick Mathew och T.Baytop. Iris xanthospuria ingår i släktet irisar, och familjen irisväxter. Inga underarter finns listade i Catalogue of Life.